# سيكورسكي للطائرات
سيكورسكي للطائرات (بالإنجليزية: Sikorsky Aircraft)‏ وهي شركة أمريكية تصنع الطائرات والمروحيات. تأسست الشركة على يد مهندس الطيران الروسي الأمريكي إيغور سيكورسكي المولود في كييف. وأنتج أول مروحية بدوار مروحية واحد متوازنة يتم تصنيعها بأعداد كبيرة عام 1942. وتم دمج الشركة 1929 مع شركة يونايتد إيركرافت و المعروفة الآن بشركة يونايتد تكنولوجيز، وبقيت الشركة تنتج العديد من المروحيات المهمة مثل يو إتش-60 بلاك هوك، وإس إتش-60 سي هوك و الطائرة المروحية التجريبية سيكورسكي إس-72 التي تعمل كطائرة في آن وكمروحية في آن آخر. كانت الشركة تؤمن الطوافات الرسمية لرئيس الولايات المتحدة المعروفة باسم مارين وان منذ عام 1957. ولكن قررت الدولة الأمريكية سنة 2005 تغير مروحياتها الرسمية من طراز إس أتش-3 سي كينغ المصنعة من قبل شركة سيكورسكي لتستخدم مكانها النسخة المعدلة من مروحية أغستاوستلاند إيه دبليو 101 والمعروفة باسم في إتش-71 كيستريل والتي في طور التطوير والإنتاج حالياً من قبل شركة لوكهيد مارتن.

## منتجات الشركة

### طائرات
- سيكورسكي إس-29 إيه
- سيكورسكي إس-30
- سيكورسكي إس-31
- سيكورسكي إس-32
- سيكورسكي إس-33
- سيكورسكي إس-34
- سيكورسكي إس-35
- سيكورسكي إس-36
- سيكورسكي إس-37
- سيكورسكي إس-38
- سيكورسكي إس-39
- سيكورسكي إس-40
- سيكورسكي إس-41
- سيكورسكي إس-42
- سيكورسكي إس-43
- سيكورسكي في إس-44
- سيكورسكي إس-45

### مروحيات
- في إس-300
- سيكورسكي إس-47
- سيكورسكي إس-48
- سيكورسكي إس-49
- سيكورسكي إس-51
- سيكورسكي إس-52
- سيكورسكي إس-55
- سيكورسكي إس-56
- سيكورسكي إس-58
- سيكورسكي إس-59
- سيكورسكي إس-60
- سيكورسكي إس-61
- سيكورسكي إس-61 إر
- سيكورسكي إس-62
- سيكورسكي إس-64
- سيكورسكي إس-65
- سيكورسكي إس-67
- سيكورسكي إس-69
- سيكورسكي إس-70
- سيكورسكي إس-72
- سيكورسكي إس-75
- سيكورسكي إس-76
- سيكورسكي إس-80
- سيكورسكي إس-92
- سيكورسكي إس-97 رايدر
- سيكورسكي إكس-2
- سيكورسكي إس-434

### مروحيات عسكرية
- إتش إتش-60 بايف هوك

### منتجات أخرى
- سيكورسكي سايفر سيكورسكي سايفر

## صور

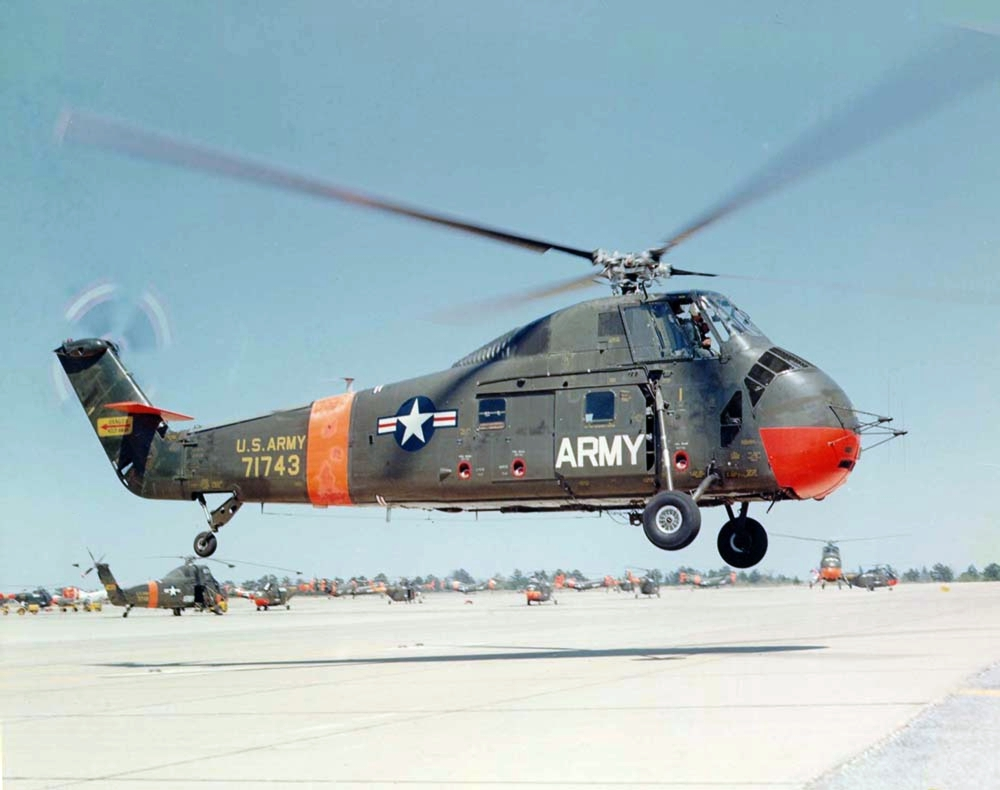
إتش-34 تشوكفاو
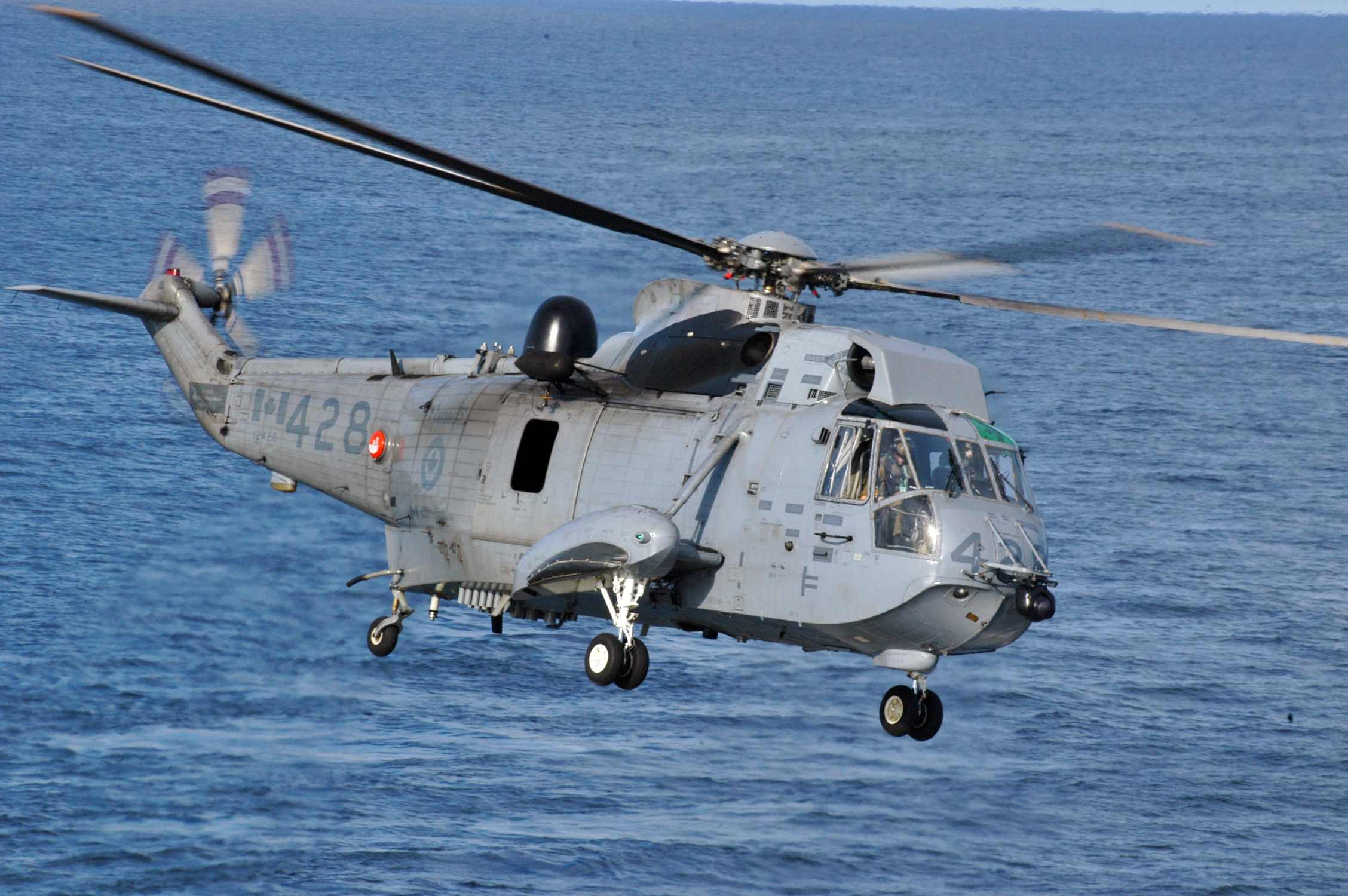
سي إتش-124 سي كينغ
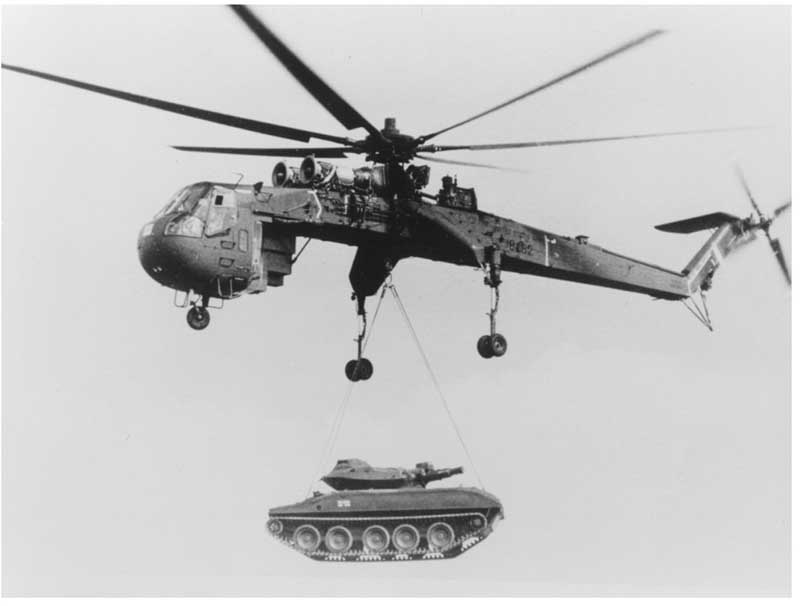
سي إتش-54 تارهي
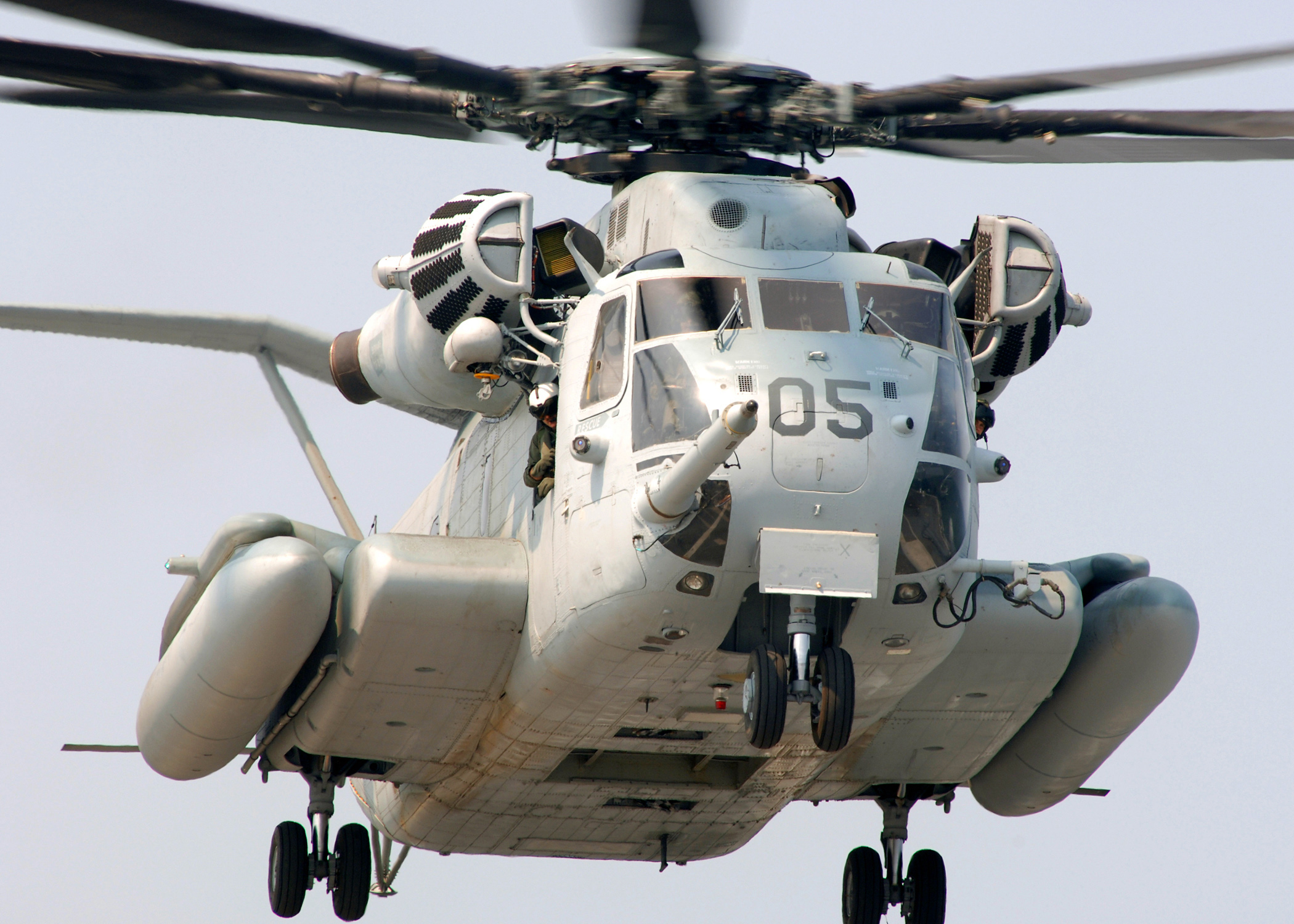
سي إتش-53 إي سوبر ستاليون
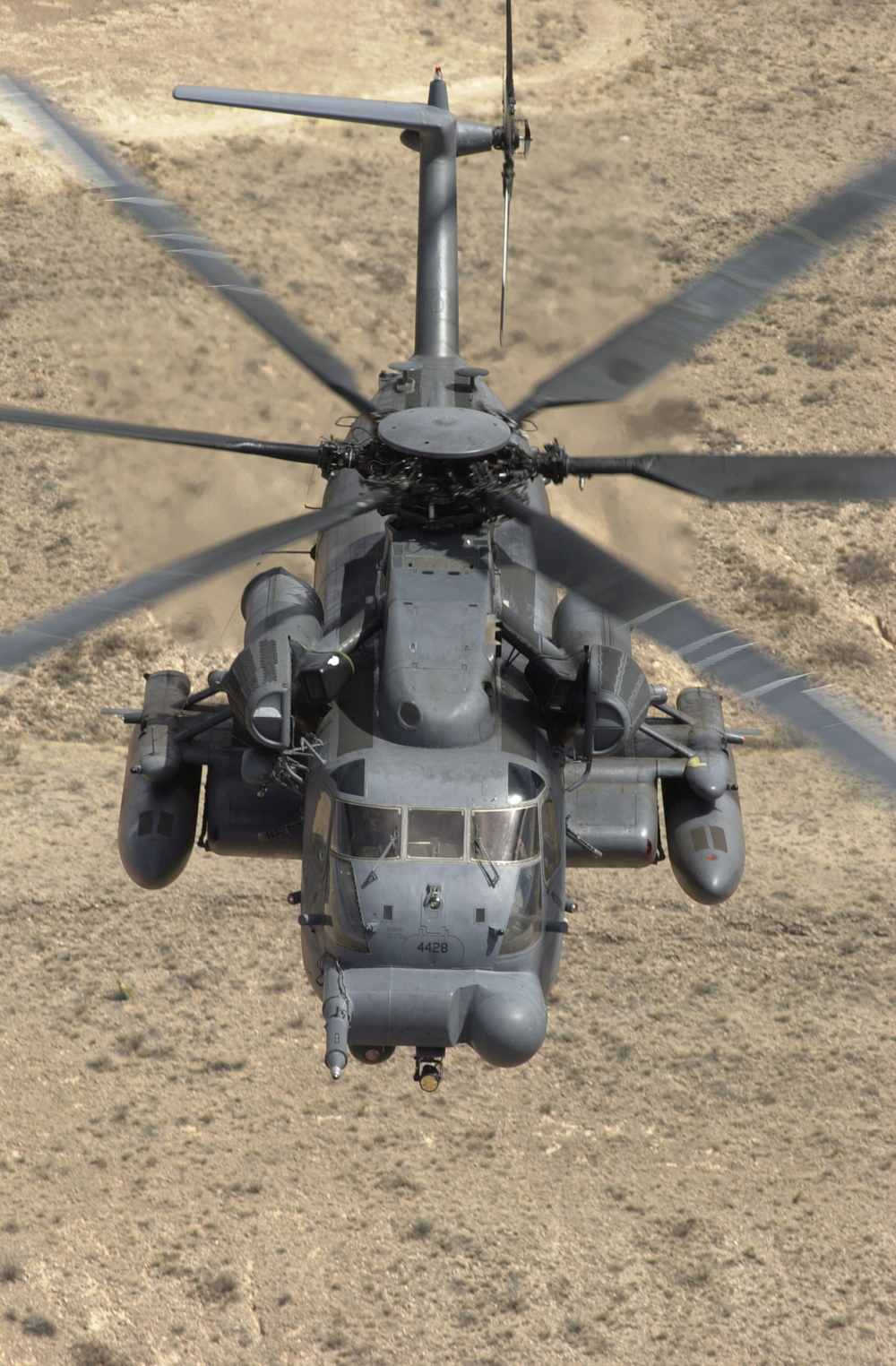
إم إتش-53 دجي بايف لو الثالثة
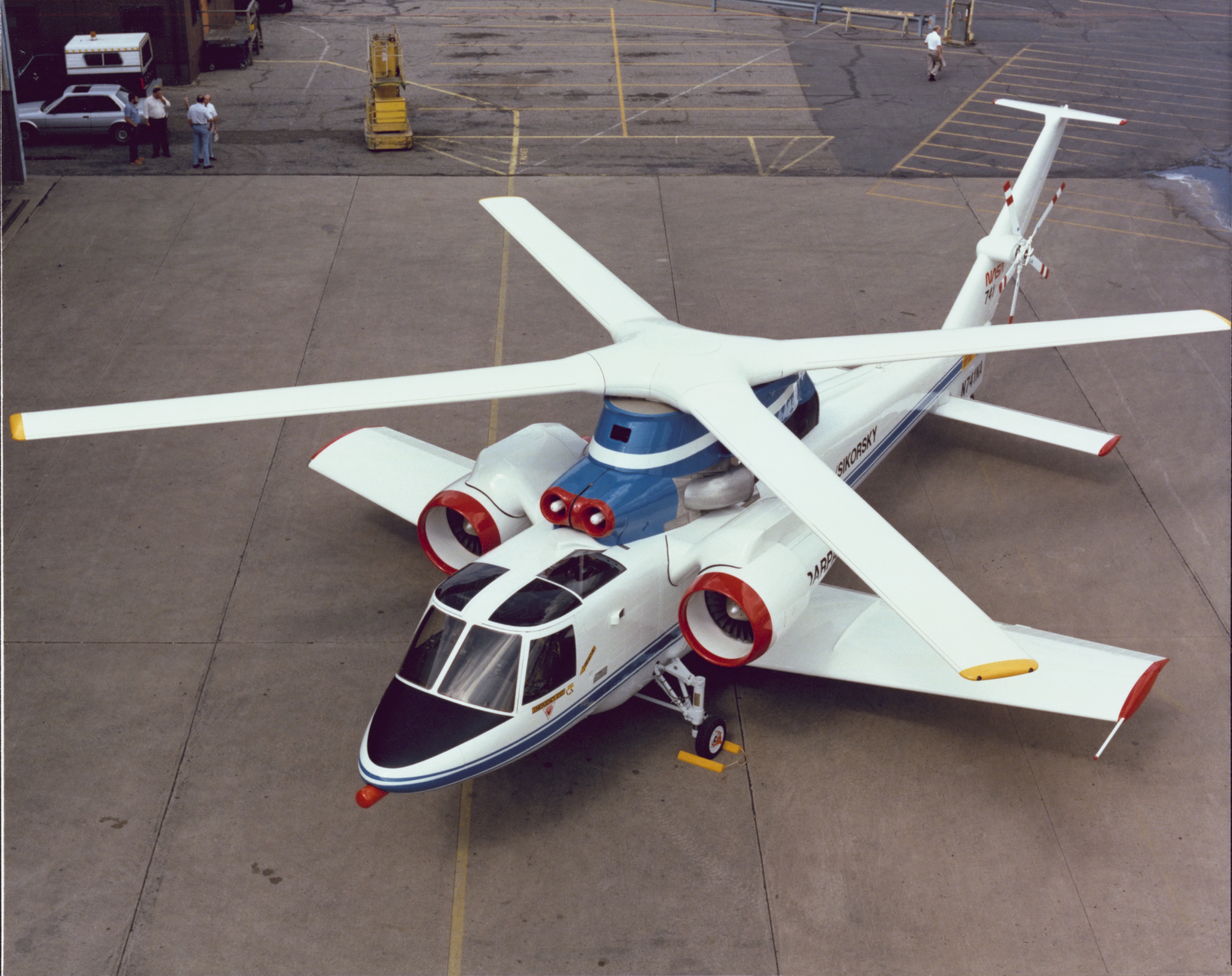
سيكورسكي إس-72
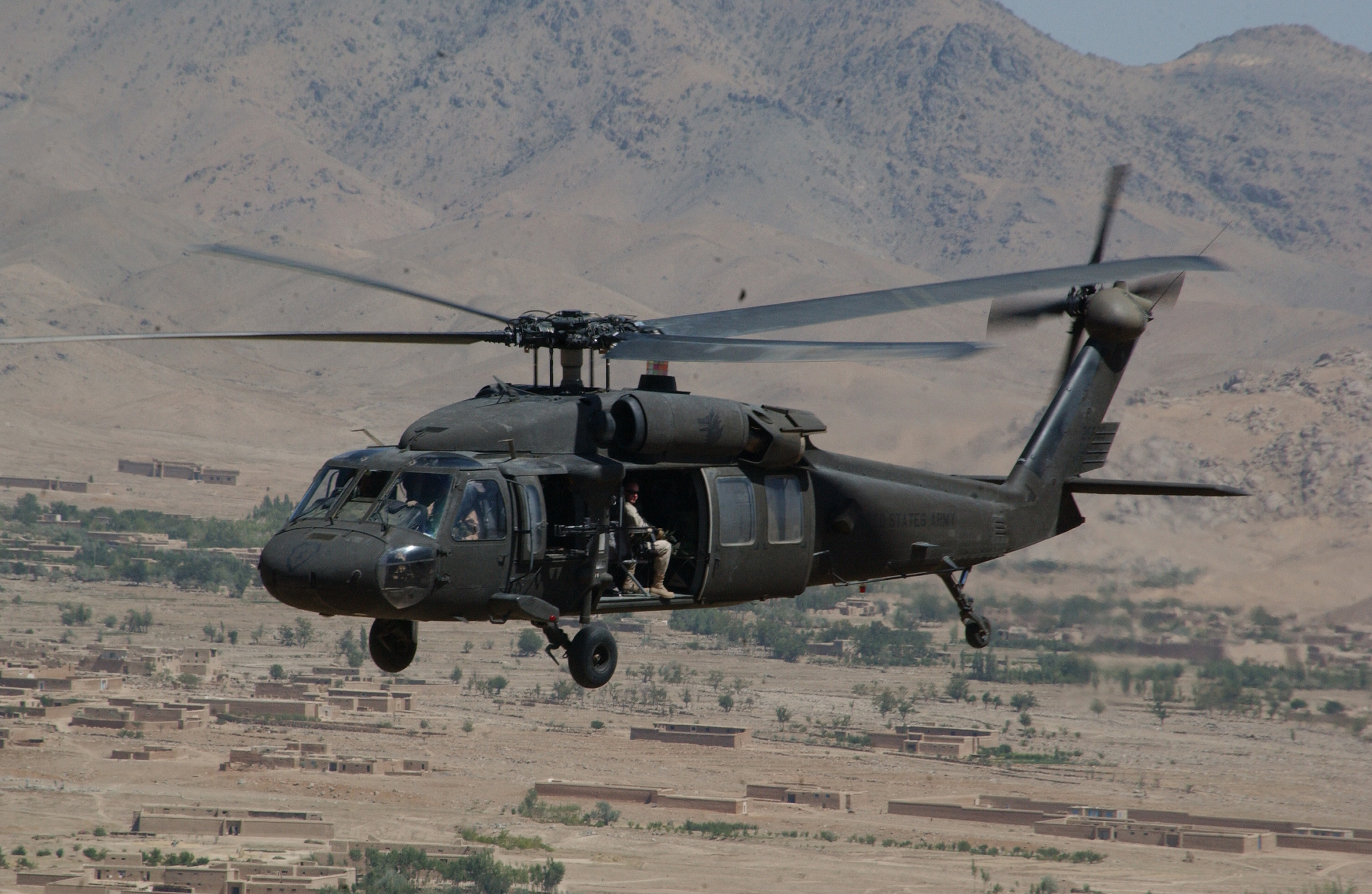
يو إتش-60 بلاك هوك

## وصلات خارجية
- الصفحة الرئيسية لسيكورسكي للطائرات
- تاريخ سيكورسكي في موقع المروحيات.